# If I Dare
If I Dare (engl. für „Wenn ich es wage“) ist ein von der mehrfach für einen Grammy nominierten Singer-Songwriterin und Pianistin Sara Bareilles und dem Oscar-nominierten Komponisten Nicholas Britell für den Film Battle of the Sexes – Gegen jede Regel von Jonathan Dayton und Valerie Faris geschriebener Popsong. If I Dare wurde von Bareilles gesungen und am 15. September 2017 von Epic Records veröffentlicht.

## Produktion

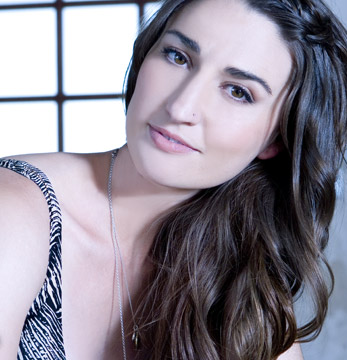
Die Singer-Songwriterin und Pianistin Sara Bareilles

Der Popsong If I Dare wurde von der mehrfach für einen Grammy nominierten Singer-Songwriterin und Pianistin Sara Bareilles und dem Oscar-nominierten Komponisten Nicholas Britell für den Film Battle of the Sexes – Gegen jede Regel (Originaltitel Battle of the Sexes, engl. für „Kampf der Geschlechter“) von Jonathan Dayton und Valerie Faris geschrieben und von Bareilles auch gesungen und wird während des Abspanns des Films gespielt. In dem Film wird die Tennisspielerin Billie Jean King porträtiert.
Bareilles meinte: „Billie Jean ist einer der größten Köpfe/Leitfiguren unserer Zeit. Ihr Mut, ihre Überzeugung und ihre Bereitschaft, Risiken einzugehen, um Veränderungen zu bewirken, gehören zu dem, was sie so stark macht. Ein entscheidendes Kapitel ihrer Geschichte wird in dem Film auf so schöne Weise lebendig gemacht, und es war eine Ehre für mich, mitzuhelfen, darüber zu schreiben.“ Sie und Britell hofften mit dem Lied Billie Jeans enorme Widerstandskraft angesichts der Widrigkeiten wiederzugeben und etwas von ihrem wilden Antrieb und Geist einzufangen, so die Sängerin weiter. Eine Zeile des Liedes lautet: „If I dare to want this, to want more than I have / Then I dare to believe I'll have it in the end“ (in der deutschen Übersetzung „Wenn ich es wage, mehr zu wollen, als ich habe / Dann wage ich zu glauben, dass ich es am Ende haben werde“) und bringt Kings leidenschaftlichen Einsatz für die Chancengleichheit für Frauen, sowohl auf dem als auch außerhalb des Tennisplatzes, zum Ausdruck.

## Veröffentlichung
Der Song wird seit 15. September 2017 von Epic Records über alle Streaming-Plattformen angeboten. Es handelt sich um die erste Single, die Sara Bareilles seit 2015 veröffentlicht hat. Der Soundtrack, auf dem das Lied ebenfalls enthalten ist, wurde am 22. September 2017 als Download und am 20. Oktober 2017 als CD veröffentlicht.
Am 9. November 2017 präsentierte Bareilles den Song im Rahmen der SAG-AFTRA Foundation Patron of the Artists Awards.

## Rezeption
Olivia Truffaut-Wong von bustle.com meint, Sara Bareilles’ If I Dare sei die perfekte Wahl als End-Credits-Song für Battle of the Sexes, nicht nur, weil der Song für den Film geschrieben wurde, sondern auch, weil der Aktivismus der Sängerin den von Billie Jean King widerspiegele. Auch Bareilles sei eine scharfe Verfechterin der LGBT-Rechte, eine Sache, für die sich King seit ihrem Outing im Jahr 1998 einsetzt.
Mike Wass von idolator.com meint, Bareilles könnte sich mit If I Dare bei der anstehenden Oscarverleihung ins Rennen für den Besten Song gebracht haben. Auch für Scott Feinberg von The Hollywood Reporter zählt dieser hierbei als möglicher Kandidat, aber auch die Filmmusik zu Battle of the Sexes selbst. Am 18. Dezember 2017 gab die Academy of Motion Picture Arts and Sciences bekannt, dass sich If I dare in einer Vorauswahl von 70 Liedern befindet, aus der die Nominierungen in der Kategorie Bester Filmsong bestimmt werden.